# Pouteria splendens
Pouteria splendens là một loài thực vật thuộc họ Sapotaceae. Đây là loài đặc hữu của Chile.

## Hình ảnh

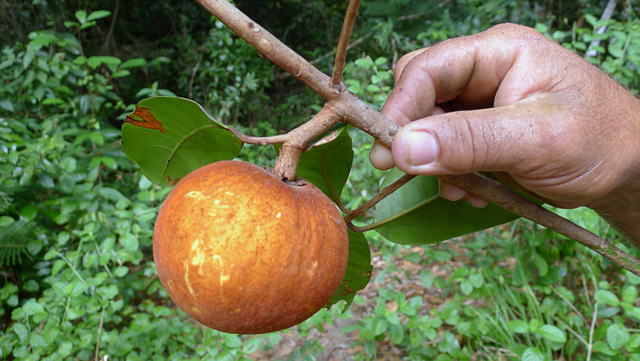
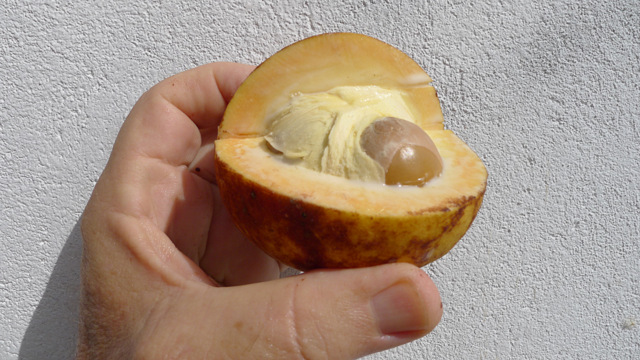
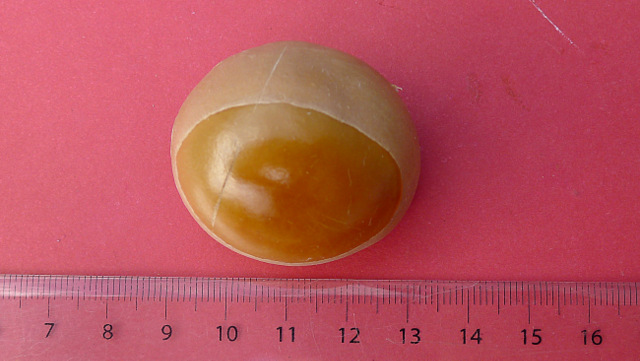
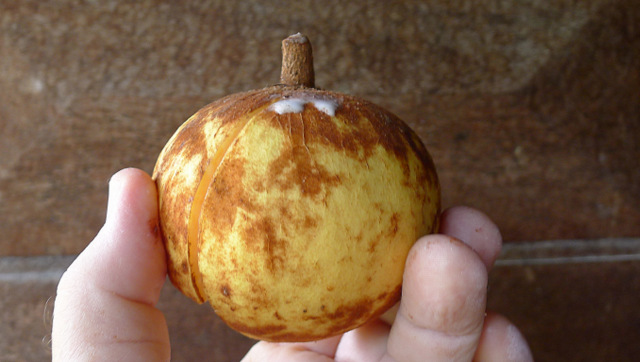